# Ochroepalpus
Ochroepalpus är ett släkte av tvåvingar. Ochroepalpus ingår i familjen parasitflugor.
Kladogram enligt Catalogue of Life:
| Ochroepalpus | \| \| Ochroepalpus citrinus \| \| \| \| \| \| Ochroepalpus ochraceus \| \| \| \| |
|              | \| \| Ochroepalpus citrinus \| \| \| \| \| \| Ochroepalpus ochraceus \| \| \| \| |
|              | Ochroepalpus citrinus                                                            |
|              |                                                                                  |
|              | Ochroepalpus ochraceus                                                           |
|              |                                                                                  |